# La millona
La millona és una pel·lícula espanyola dirigida per Antoni Monplet i Guerra. Es va estrenar el 8 de març de 1937. L'argument està basat en l'obra teatral homònima d'Enrique Suárez de Deza.

## Argument
Una dona de molt baixa extracció social, la vida de la qual ha estat dominada a parts iguals per la privació de gairebé tot l'elemental i per l'aspiració de tirar endavant el seu fill, amb els incomptables sacrificis que implica semblant empresa, veu com tota la seva vida canvia de la nit al dia quan és premiada amb la llavors ingent quantitat d'un milió de pessetes. No obstant això, aquesta sobtada picada d'ullet de la fortuna, aquesta visita inesperada de la prosperitat arriba massa tard per a una dona els plans de vida de la qual, per molt senzills i humils que fossin, s'han convertit en clars exponents del seu fracàs.

## Repartiment
- Alfonso Albalat	...	Javier
- Alejandro Nolla ...	Señor durán
- Antonio Palacios	 ...	Damián
- Ramón de Sentmenat	...	Antonio
- Lina Yegros	...	Genoveva

## Comentari
Encara que veure una pel·lícula com La millona requereix una dosi de sort (que se sàpiga, només existeixen dues còpies de conservació, propietat de Filmoteca Espanyola i de l'Institut de la Cinematografia i de les Arts Audiovisuals ICAA), val la pena l'esforç de rastrejar les possibles programacions de mostres retrospectives del cinema anterior a la Guerra Civil Espanyola per comprovar fins a quin punt els professionals espanyols de l'època eren capaces de generar amb èxit models de melodrama basats en els americans, però enriquits amb elements propis de la literatura popular, el sainet i fins a la denúncia social continguda en la narrativa “culta”, des de Benito Pérez Galdós fins a Jacinto Benavente, del trànsit entre els segles XIX i XX. Lleugerament sobreactuada per als gustos dels nostres dies, La millona és, malgrat tot, un exemple clar de bon cinema i de millors intencions moralitzadores; una mostra eficaç d'aquesta indústria local en fase d'expansió que es va frustrar, com tantes altres coses, amb el cop militar del 18 de juliol.